# Detective Chinatown (serie de televisión web)
Detective Chinatown (en chino: 唐人街探案; pinyin: Tángrénjiē Tàn Àn) es una serie de televisión web china emitida por iQiyi en 2020. Su productor ejecutivo era Ching Sicheng y tiene un reparto ensemble que incluye Roy Chiu, Janine Chang y Chen Zheyuan. La serie se devide en tres casos, los primeros dos sobre la historia de Lin Mo y el final sobre las aventuras de Noda Koji.
La serie de web forma parte del universo de Detective Chinatown. Actualmente tiene una puntuación de 7.2 en Douban desde más de 194,000 índice de audiencia.

## Argumento

### Baile de Mandala (Ep 1-4)
Un grupo de cuatro mujeres quién eran amigos en colegio dijeron haber tenido individuales ocurrencias extrañas relacionado al dios Brahma. Eno de las mujeres salta de un edificio a su muerte que conduce a que el aprendiz de Tang Ren, Lin Mo (Roy Chiu), y una policía tailandesa nueva, Sa Sha (Zhang Yishang), investigan las ocurrencias y el suicidio aparente.

### Nombre de la Rosa (Ep 5-8)
Una precuela al primer caso que explora la historia de Lin Mo como experto de limpiar escenas del crimen y su relación con la misteriosa Ivy (Janine Chang). El encontró a ella mientras que intentaba limpiar su nombre de un asesinato que no cometió.

### Carrera Invitational de Espíritus (Ep 9-12)
Noda Koji (Chen Zheyuan), y sus cuatro amigos Lu Qingqing, Shan Ben Te Tai, Liu Feng y Cheng Tianshun, presentan en el torneo de videojuego Invitational de Espíritu. Durante el torneo un ser misterioso encera la arena y desafía los jugadores a un juego de muerte. El ser fuerza que los jugadores esclarecen el muerte del Espíritu antes de un plazo expira o el matará a uno de los jugadores.

## Elenco

### Saga 1
- Roy Qiu como Lin Mo
- Zhang Yishang como Sa Sha
- Xie Wenxuan como Lin Shuiqing
- Wang Zhener como Ah Wen
- Gao Ye como Di Nan
- Huang Kaijie como Qin Jun
- Dai Mo como Pei Shan
- Wang Yang como Cha Ya
- Deng Enxi como Xiao Ai

### Saga 2
- Roy Qiu como Lin Mo
- Janine Chang como Ivy
- Zhang Yishang como Sa Sha
- Zhang Songwen como Wen Song[4]
- Chen Yusi como An Qi
- Deng Enxi como Xiao Ai
- Chang Shih como Du Lang
- Zhang Jingwei como Kun Da
- Zhang Guozhu como Lao Yu
- Ma Yuke como Jia De
- Hu Lianxin como Mei Xin

### Saga 3
- Chen Zheyuan como Yetian Hao'er/Noda Koji
- Cheng Xiao como Lu Qingqing
- Ma Boqian como Shan Ben Te Tai
- Li Mingxuan como Liu Feng
- Cui Yuxin como Cheng Tianshun
- Huang Jianwei como Lao K
- Bryant Chang como Ah Ji
- Kao Yinghsuan como Diao Delong
- Ding Chuncheng como Wu Xichao
- Yen Tsao como Li Chang E
- Shi Mingshuai como Ma Guoqiang
- Wang Keyuan como Xiao Fei
- Ye Ziqi como Da Wang
- Suo Lang Mei Qi como Er Wang
- Dong Nina como San Wang
- Guo Jiamin como Si Wang
- Xiao Ai como Wu Wang
- Clara como Beauty

### Cameos
- Wang Baoqiang como Tang Ren
- Shang Yuxian como Kiko
- Xiao Yang como Kun Tai
- Liu Haoran como Qin Feng

## Producción
El rodaje empezó en diciembre de 2018 y duró 114 días con un total de más de 2000 horas de filmación. Los lugares de filmación incluyen Bangkok, Kaohsiung y Tokio. La escena más grande utilizó a más de 800 actores al mismo tiempo, con el plató excediendo de 11 000 metros cuadrados. El filmación también movilizó helicópteros militares y un Boeing 747 para ciertas escenas.

## Banda sonora
La banda sonora de Detective Chinatown era lanzado el 1 de enero de 2020 por Yitong Producciones. Tiene un total de 53 temas.